# Championnat d'Europe de vitesse masculin (moins de 23 ans)

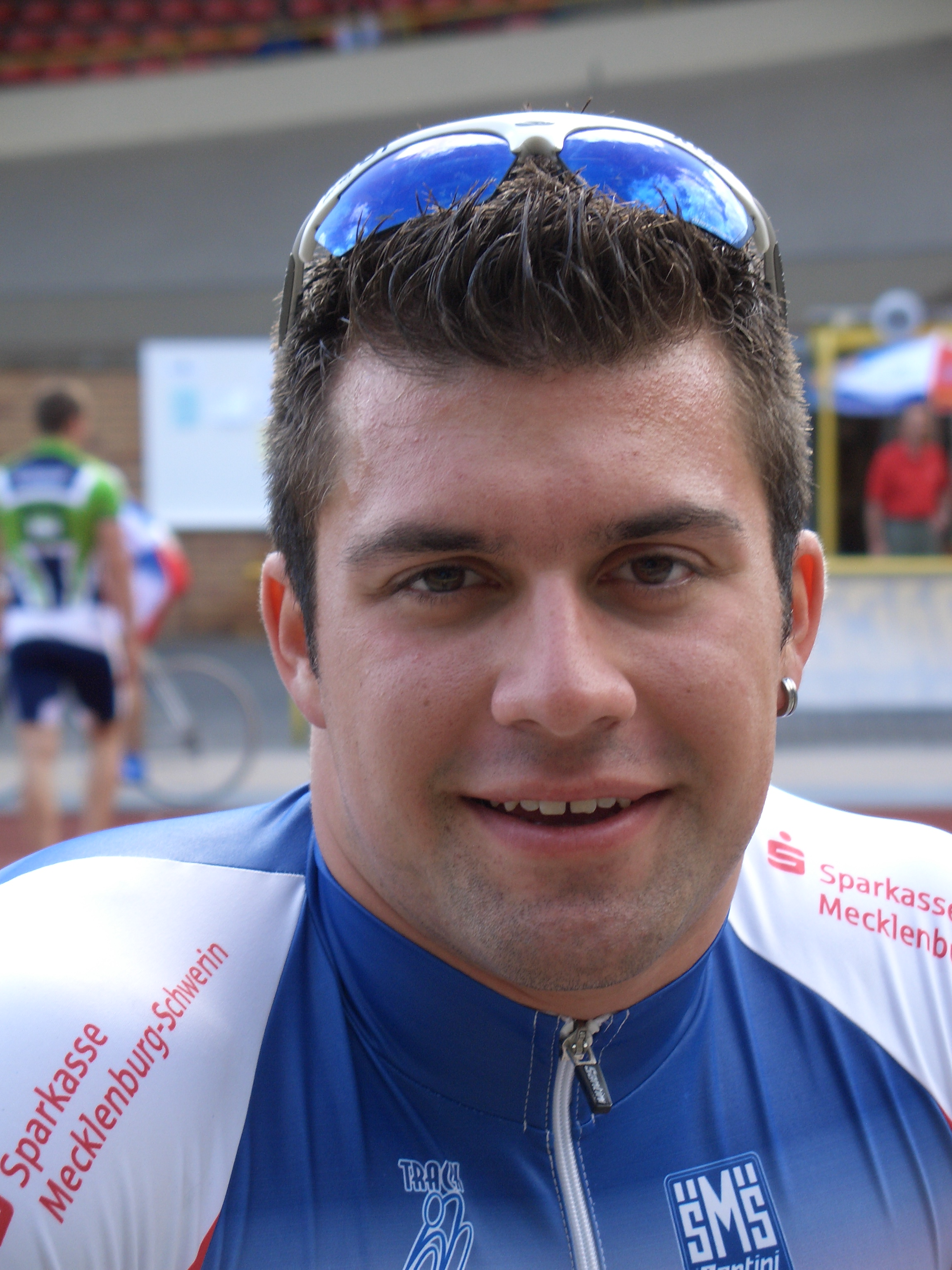
Tobias Wächter champion d'Europe 2010

Le Championnat d'Europe de vitesse individuelle masculin moins de 23 ans est le championnat d'Europe de vitesse organisé annuellement par l'Union européenne de cyclisme (UEC) pour les cyclistes âgés de moins de 23 ans. Le championnat organisé depuis 2001, a lieu dans le cadre des championnats d'Europe de cyclisme sur piste juniors et espoirs. Un championnat d'Europe espoirs existait déjà entre 1997 et 1999, mais il n'était pas organisé par l'UEC.

## Palmarès
| Année | Or             | Argent                  | Bronze         |
| ----- | -------------- | ----------------------- | -------------- |
| 1997  | Jan van Eijden | Jérôme Payraudeau       | Bruno Bohigues |
| 1998  | Bruno Bohigues | Jan van Eijden          | René Wolff     |
| 1999  | René Wolff     | José Antonio Villanueva | Matthias John  |

| Année | Or                   | Argent                  | Bronze               |
| ----- | -------------------- | ----------------------- | -------------------- |
| 2001  | Andriy Vynokurov     | José Antonio Villanueva | Łukasz Kwiatkowski   |
| 2002  | Łukasz Kwiatkowski   | Theo Bos                | Teun Mulder          |
| 2003  | Theo Bos             | Łukasz Kwiatkowski      | Damian Zieliński     |
| 2004  | Ross Edgar           | Michael Seidenbecher    | Łukasz Kwiatkowski   |
| 2005  | Michael Seidenbecher | Ross Edgar              | Grégory Baugé        |
| 2006  | Maximilian Levy      | Grégory Baugé           | Michael Seidenbecher |
| 2007  | Grégory Baugé        | Kévin Sireau            | Jason Kenny          |
| 2008  | Kévin Sireau         | Michaël D'Almeida       | Matthew Crampton     |
| 2009  | Kévin Sireau         | Jason Kenny             | Tobias Wächter       |
| 2010  | Tobias Wächter       | Philipp Thiele          | Peter Mitchell       |
| 2011  | Stefan Bötticher     | Charlie Conord          | Callum Skinner       |
| 2012  | Stefan Bötticher     | Charlie Conord          | Juan Peralta         |
| 2013  | Pavel Kelemen        | Erik Balzer             | Hugo Haak            |
| 2014  | Nikita Shurshin      | Jeffrey Hoogland        | Eoin Mullen          |
| 2015  | Jeffrey Hoogland     | Max Niederlag           | Nikita Shurshin      |
| 2016  | Mateusz Rudyk        | Sébastien Vigier        | Vasilijus Lendel     |
| 2017  | Sébastien Vigier     | Harrie Lavreysen        | Joseph Truman        |
| 2018  | Rayan Helal          | Melvin Landerneau       | Martin Čechman       |
| 2019  | Harrie Lavreysen     | Sébastien Vigier        | Rayan Helal          |
| 2020  | Martin Čechman       | Mikhail Iakovlev        | Konstantínos Livanós |
| 2021  | Mikhail Iakovlev     | Tom Derache             | Anton Höhne          |
| 2022  | Tijmen van Loon      | Anton Höhne             | Willy Weinrich       |
| 2023  | Mattia Predomo       | Tijmen van Loon         | Hayden Norris        |
| 2024  | Luca Spiegel         | Hayden Norris           | Runar De Schrijver   |
| 2025  | Nikita Kiriltsev     | Lowie Nulens            | Marcus Hiley         |